# 維利希夫奇克 (古西亞京區)
49°5′46″N 26°11′43″E / 49.09611°N 26.19528°E
維利希夫奇克（烏克蘭語：Вільхівчик）是位於烏克蘭西部特諾皮爾州裏喬爾特基夫區的村莊，處於茲布魯奇河畔，距離利奇基夫齊4.5公里和胡夏廷1.5公里，始建於1540年，面積2.34平方公里，2001年人口661。